# Dacrymyces intermedius
Dacrymyces intermedius är en svampart som beskrevs av Lindsay Shepherd Olive 1958. Dacrymyces intermedius ingår i släktet Dacrymyces och familjen Dacrymycetaceae.   Inga underarter finns listade i Catalogue of Life.